# Vítězové cen na MFF Karlovy Vary 2006
Vítězové cen na Karlovy Vary International Film Festival 2006

## Vítězové

### Filmy
- Křišťálový glóbus (Grand Prix) – Sherrybaby – Laurie Collyer (Spojené státy americké)
- Zvláštní cena poroty – Christmas Tree Upside Down – Ivan Cherkelov (Bulharsko)
- Zvláštní cena poroty – Kráska v nesnázích – Jan Hřebejk (Česko)
- Nejlepší režie – Joachim Trier (Norsko)
- Nejlepší ženský herecký výkon – Maggie Gyllenhaal (Spojené státy americké)
- Nejlepší mužský herecký výkon – Andrzej Hudziak (Polsko)
- Křišťálový glóbus za mimořádný umělecký přínos světové kinematografii – Andy Garcia (USA), Robert K. Shaye (USA), Jan Němec (Česko)

### Dokumentární filmy
- Nejlepší dokumentární film (nad 30 minut) – Timo Novotny (Rakousko) – Life in Loops
- Nejlepší dokumentární film (nad 30 minut) – Juan Carlos Rulfo (Mexiko) – In The Pit
- Nejlepší dokumentární film (do 30 min) – Andreas Horvath (Rakousko) – Views of a Retired Night Porter

### Další ocenění
- Na východ od Západu : Milena Andonova – Monkeys in Winter
- Cena diváků: Jiné Světy – Marko Škop (Slovensko)
- Cena Fipresci: Frozen City – Aku Louhimies (Finsko)

### Zvláštní uznání poroty
- This Girl Is Mine – Virginie Wagon (Francie)
- Other Worlds – Marko Škop (Slovensko)
- White Palms – Szabolcs Hajdu (Maďarsko)
- Tomorrow Morning – Oleg Novković (Srbsko)